# Horská služba (Czechosłowacja)
Horská služba (HS; z cz. i słow. „Pogotowie Górskie”) – ogólnokrajowa organizacja, która zajmowała się ratownictwem górskim na terenie byłej Czechosłowacji.
Powstała w 1954 r. podczas reorganizacji czechosłowackiego ratownictwa górskiego. Włączono do niej obligatoryjnie wszystkie działające wcześniej organizacje ratownictwa górskiego, w tym m.in. funkcjonującą od 1950 r. Tatranską horską službę („Tatrzańskie Pogotowie Górskie”, THS) oraz powstałe po 1945 r. w różnych grupach górskich Czech oddziały Horskiej záchrannej služby („Górskiego Pogotowia Ratunkowego”, HZS).
22 czerwca 1968 roku HS przyjęto w poczet członków Międzynarodowego Komitetu Ratownictwa Alpejskiego.
HS dzieliła się na grupy, operujące w poszczególnych grupach górskich. W 1969 r., w ramach federalizacji państwa czechosłowackiego, doszło do podziału organizacji na część czeską i słowacką, a w 1993 r., po rozpadzie Czechosłowacji, powstały oddzielne organizacje:
- Horská služba ČR („Pogotowie Górskie Republiki Czeskiej”) – służba ratownictwa górskiego w Czechach;
- Horská služba na Slovensku („Pogotowie Górskie na Słowacji”) – służba ratownictwa górskiego na Słowacji.